# ロシアの選択
ロシアの選択（ロシアのせんたく, Выбор России）は、ロシアの政党、政治ブロック。1993年モスクワ騒乱事件の後、ロシア連邦議会選挙が行われることとなり、エゴール・ガイダルらを中心としてエリツィン政権内の急進改革派を糾合して結成された。
しかし、下院国家会議選挙では、ロシアの選択は得票率15.5パーセントと、予想外にふるわず、ロシア自由民主党が大幅に躍進し、同様に反エリツィンを標榜するロシア連邦共産党も巨大な勢力を占めたままであった。
1994年10月には、ロシアの選択は、正式に政党化し「ロシアの民主的選択」(Демократический выбор России) となる。1995年12月下院国家会議選挙に選挙ブロック「ロシアの民主的選択・民主主義者連合」を結成し臨むものの、同ブロックは、比例区での得票率は3.86パーセントに留まり、議席獲得に必要な「5パーセント条項」をクリアできず、ガイダルらも落選した。
その後、ロシアの民主的選択は右派勢力同盟に参加している。